# 基吉塔
基吉塔（Torre Chigi）是意大利圣吉米尼亚诺 十四座历史悠久的塔楼之一，位于主教座堂广场。
该塔虽然不是很高，但却是该镇最美丽的塔楼之一。它建于1280年，现在是Giachi Cilemmi家族的产业。